# Tuña

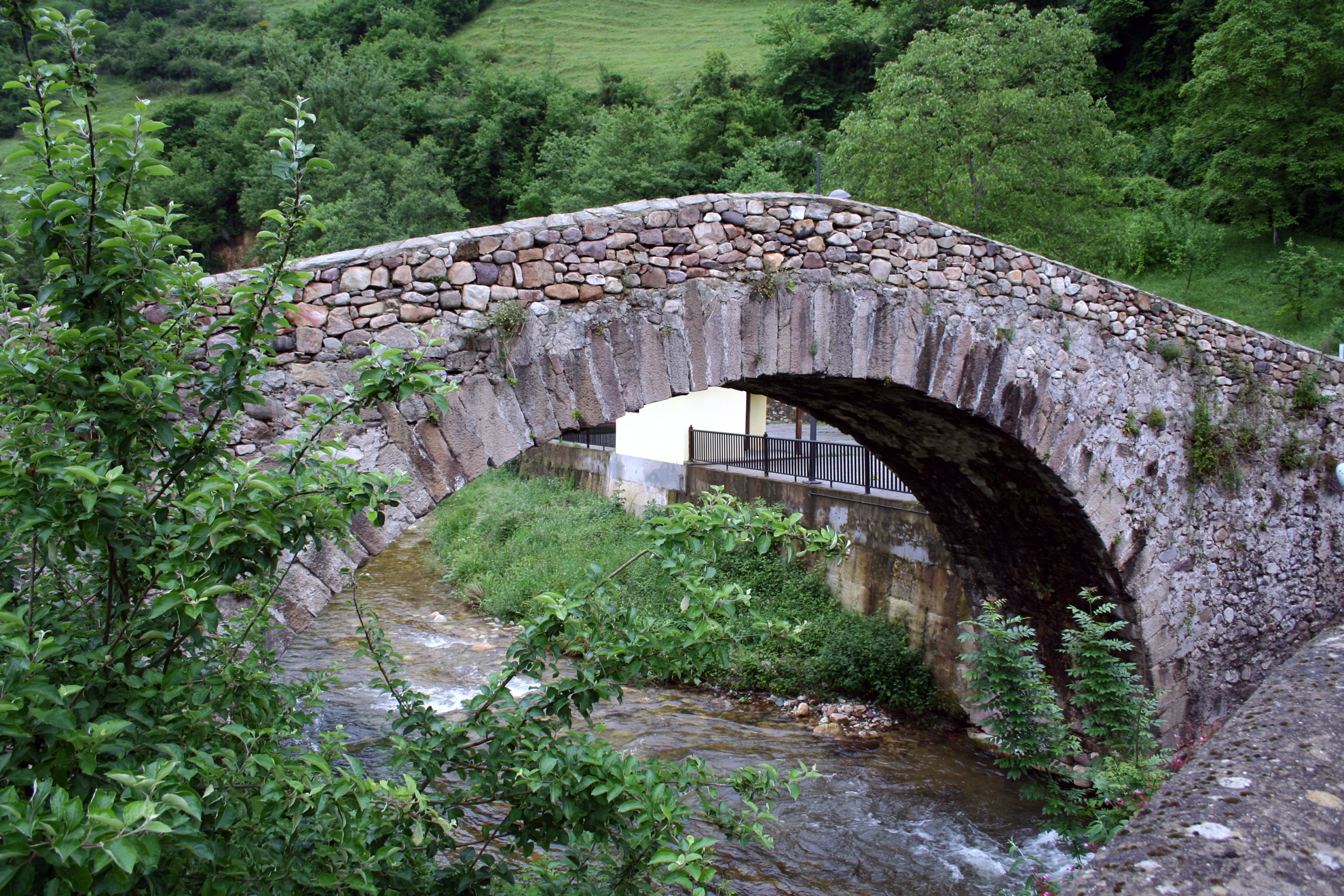
Ponte de Carral

Tuña és una parròquia del conceyu de Tinéu a Astúries. Va ser premi Príncep d'Astúries al poble exemplar l'any 2000. Al poble de Tuña, destaca les moltes cases de famílies nobles i l'església de Santa Maria de Tuña.

## Patrimoni
- Casa-torre de los Cienfuegos del segle xv.
- Palau dels Riego i Tinéu de Tuña, del segle xiii, va ser el bressol de la família del general Riego i de les famílies Valdés, Pelaez de Arganza, i Queipo de Llano.
- La Chamborra, arquitectura popular del segle xviii, on va néixer el general Riego.
- Santa María de Tuña, del segle xviii, on va ser batejat el general Riego; hi ha un retaule del temple anterior del segle xiii.
- Torre de Tuña defensiva del segle xiv.
- Palau de Cabo del Río del segle xviii, on va néixer el pare del general Riego.
- Casa de Flórez-Valdés o torre de Campomanes, amb una torre del segle xiv.
- Ponte de Carral, pont fet sobre un d'anterior d'època romana en la calçada que unia Lugo amb Astorga, per on passava l'or de les mines romanes.

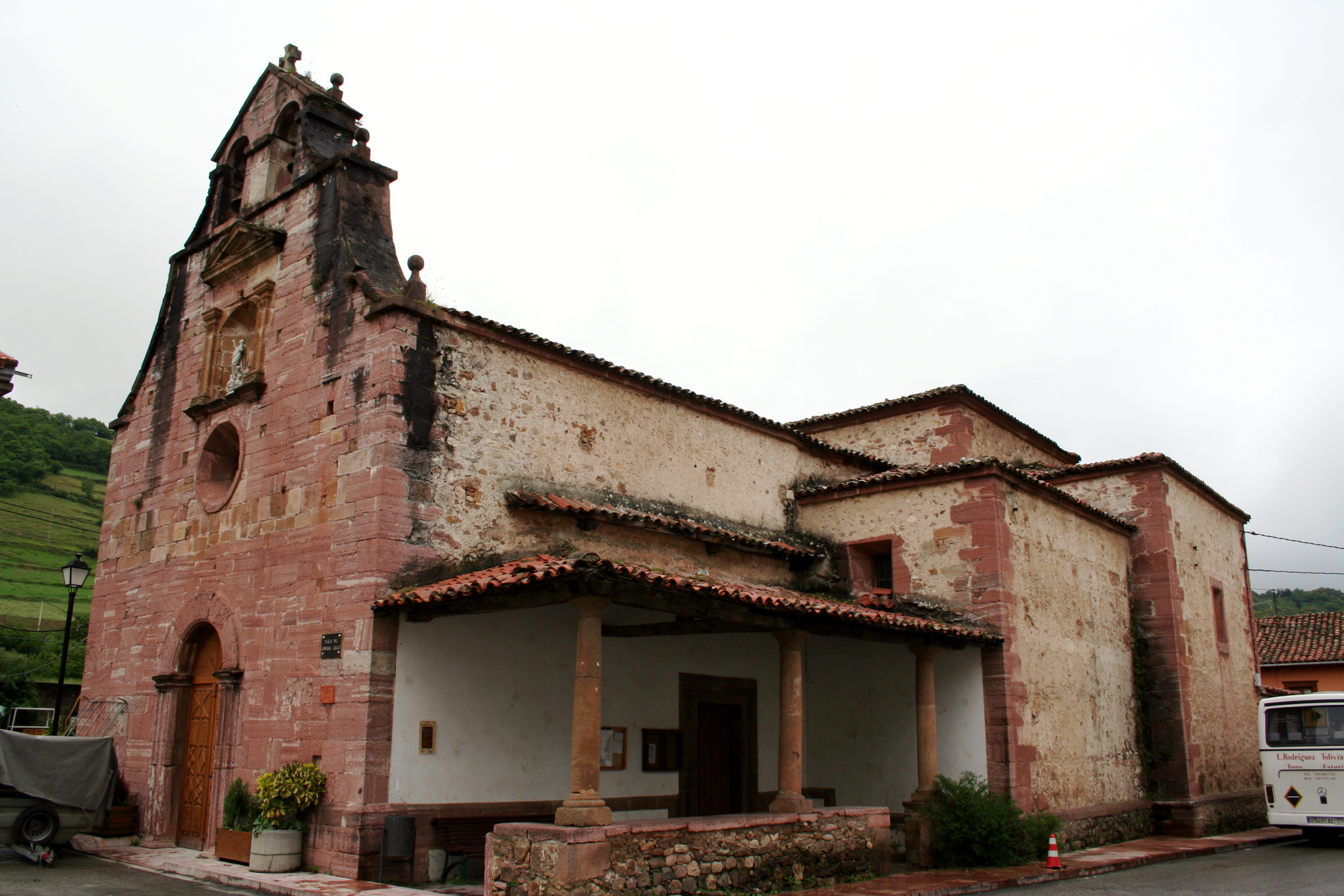
Església de Santa María de Tuña
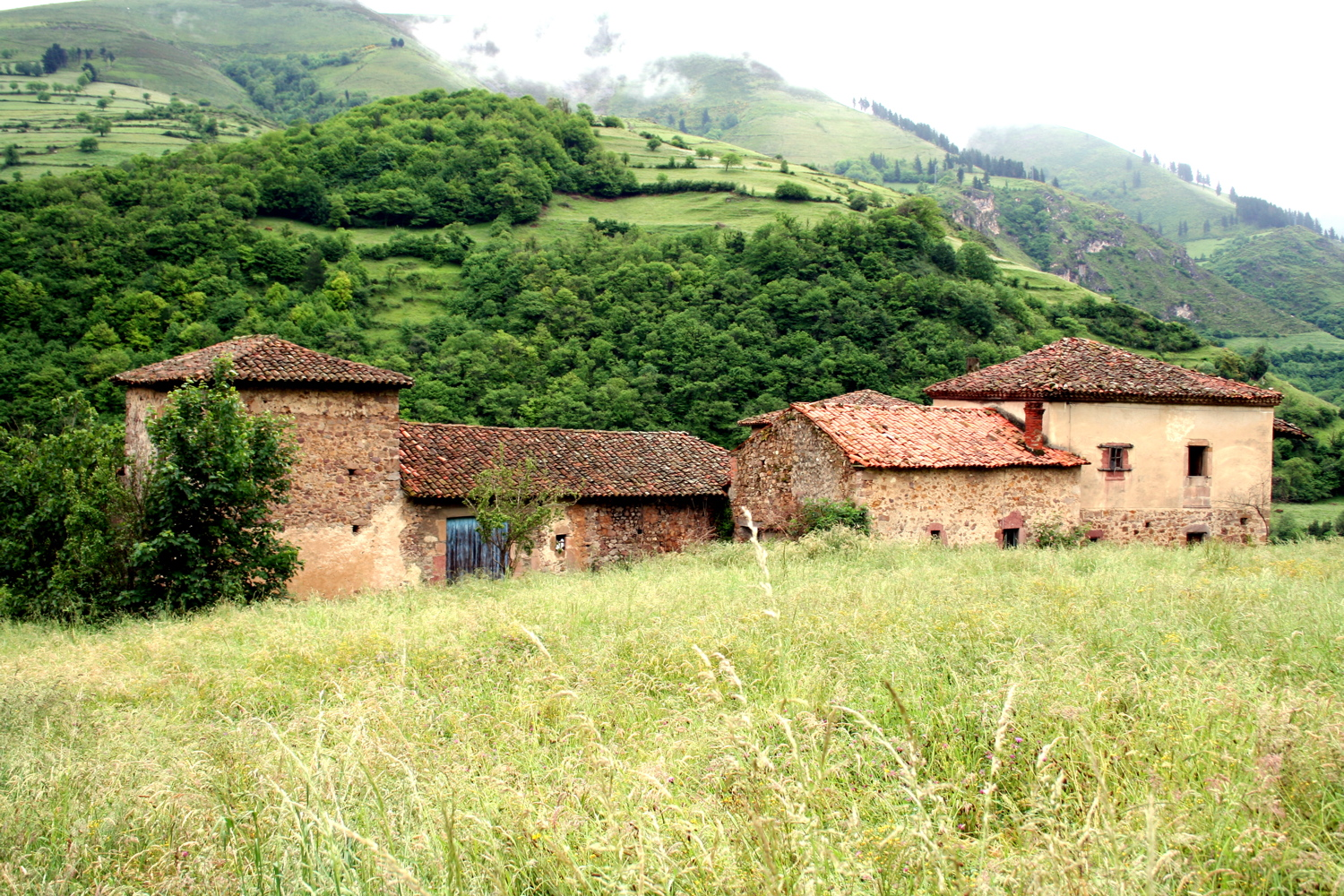
Palau dels Riego i Tinéu de Tuña